# Kingsbridge Road (línea de la Avenida Jerome)
La Kingsbridge Road es una estación en la línea de la Avenida Jerome del Metro de Nueva York de la división A del Interborough Rapid Transit Company. La estación se encuentra localizada en Universty Heights en El Bronx entre Kingsbridge Road y la Avenida Jerome. La estación es servida en varios horarios por los trenes del Servicio .